# Mont Lamington
Le mont Lamington est un volcan composite andésitique situé dans la province d'Oro en Papouasie-Nouvelle-Guinée. En raison de son sommet jusqu'alors recouvert de forêts, sa nature volcanique n'avait pas été identifiée avant son éruption dévastatrice en 1951 faisant environ 3 000 victimes.
Le volcan s'élève à 1 680 mètres d'altitude au nord de la crête principale de la chaîne Owen Stanley. Son sommet est formé de dômes de lave et de restes de cratères supportés par une base de dépôts volcanoclastiques. Une grande « vallée d'avalanche » s'étend au nord du cratère éventré.
La montagne a été nommée d'après Charles Cochrane-Baillie, 2e baron de Lamington, gouverneur du Queensland de 1886 à 1901.

## Éruption de 1951
Le mont Lamington se réveille dans la nuit du 18 janvier 1951. Trois jours plus tard, il entre dans une violente éruption. Des coulées pyroclastiques dévastatrices détruisent le versant nord et se propagent durant une longue période de temps.
Les dégâts s'étendent sur un rayon d'environ 12 km, tandis que les habitants de Higaturu, située à 14 km du volcan, sont tous tués par le souffle de l'explosion ou brûlés vifs. Le bilan des coulées pyroclastiques et des émissions de poussières et de cendres s'élève à environ 3 466 morts et des dégâts considérables sont à déplorer. Plus de 5 000 personnes se retrouvent sans foyer.
La poussière de pierre ponce, les vapeurs sulfureuses et les cendres brûlantes répandues sur le sol causent une gêne majeure pour les secours. L'avant-poste de Popondetta est menacé de destruction par d'autres éruptions au cours des jours suivants. D'autres secousses et explosions se produisent tout au long du mois de février 1951. Le 5 mars, une éruption majeure se produit à nouveau, projetant de gros morceaux du dôme volcanique jusqu'à trois kilomètres et provoquant un écoulement de pierre ponce et de roches sur une distance de 14 km, brûlant toute la flore sur son passage. Environ 200 kilomètres carrés supplémentaires sont détruits.
Le volcanologue et ancien adjudant de l'armée australienne, Tony Taylor, étudie le volcan pendant sa période d'activité. Ses travaux sur la possibilité d'aller dans une zone sans encourir le moindre risque permettent aux équipes de secours de sauver de nombreuses vies. Il est décoré de la croix de George en 1952.